# Aérodrome d'Ambrolaouri
L'aérodrome d'Ambrolaouri (code OACI : UGAM) est un petit aéroport desservant Ambrolaouri, une ville dans Ratcha-Letchkhoumie et Basse Svanétie, en Géorgie. À compter de 2017, l'aéroport peut être utilisé par des avions de 30 à 50 passagers. Il est également prévu de développer encore l'aéroport.

## Situation
| Koutaïssi Ambrolaouri Natakhtari Batoumi Mestia Tbilissi Soukhoumi |

## Compagnies aériennes et destinations
| Compagnies           | Destinations |
| -------------------- | ------------ |
| Vanilla Sky Airlines | Natakhtari   |

Actualisé le 20/05/2023